# Djarah Kan
Djarah Kan (Santa Maria Capua Vetere, 1993) è una scrittrice e attivista italiana, femminista, militante culturale e antirazzista.

## Biografia
Djarah Kan nasce a Santa Maria Capua Vetere, in provincia di Caserta nel 1993 da madre di origine ganese attiva nel sociale del territorio. Cresciuta a Castel Volturno, acquisisce la nazionalità italiana nel 2018. Si accosta alla scrittura pubblicando un blog, aperto con l'amico Kasava Call, l'indomani dell'eccidio camorristico di Castel Volturno, nel quale furono uccisi sei ragazzi africani, presto dimenticati dai media. Nel 2018 si è trasferita a Napoli, città di cui ama la complessità, l'apparente caos e le tante realtà che convivono in costante equilibrio, come nella poesia 'A livella.
Nel 2019 ha pubblicato il racconto Il mio nome all'interno dell'antologia Future. Il domani narrato dalle voci di oggi. Nel 2020 esce il suo primo libro intitolato Ladri di denti, una raccolta di racconti incentrati sul tema del razzismo e di come esso modifichi le relazioni tra le persone. Ritenendo la classificazione "afroitaliane" oppure "afrodiscendenti" o "di seconda generazione" attribuita alla nuova generazione di scrittrici nere italiane, incerta e confusa, non avendo mai avuto rapporti con l'Africa, continente di origine dei genitori, ama definirsi, semplicemente, italiana.
Ha scritto articoli su Gli Asini, sul Magazine Rosa Luxemburg, su Jacobin Italia, L'Espresso, L'Essenziale e su la Repubblica.
Tra gli autori cui fa riferimento, Djarah Kan cita Toni Morrison, Elena Ferrante e Stephen King, in particolar modo per la peculiarità che hanno nel raccontare la paura, sentimento "complesso, feroce e affascinante" che molte volte ha attraversato la sua vita.

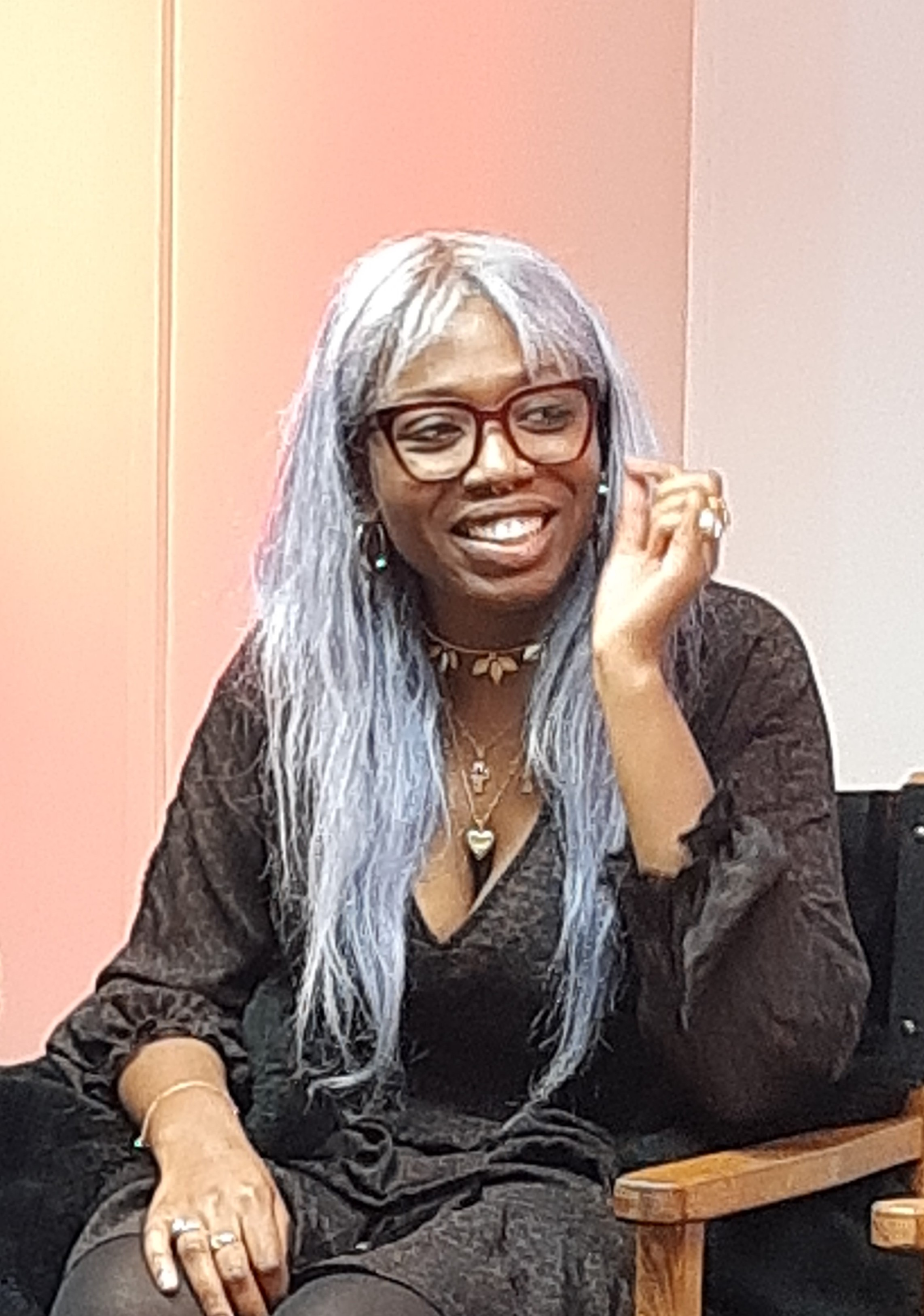
Djarah Kan dicembre 2024 alla biblioteca Goffredo Mameli di Roma durante il "Festival dell'ascolto"

Dal 2022 vive a Roma.

## Opere

### Raccolte di racconti
Ladri di denti, Busto Arsizio, People, 2020, ISBN 9791280105097.

### Racconti
Il mio nome, in Future. Il domani narrato dalle voci di oggi, Le rondini, Roma, Effequ, 2019, ISBN 9788898837625.